# Waiting For Your Love
«Waiting For your Love» Es el Quinto y Último Sencillo del álbum Toto IV de la banda de Rock Toto. Fue lanzado en 1983 y llegó a ocupar el puesto n.º 73 en Billboart Hot 100. Además Paso en el puesto #27 en El Adulto Contemporanio.
En el video se muestra la banda tocando en una discoteca.